# Kaspofungina
Kaspofungina (łac. caspofunginum, ang. caspofungin) – półsyntetyczny lek przeciwgrzybiczy. Jest to lipopeptyd uzyskiwany z produktu fermentacji Glarea lozoyensis.
Hamuje biosyntezę beta-(1,3)-D-glukanu, składnika ściany komórkowej wielu grzybów pleśniowych i drożdżaków, który nie występuje w komórkach ssaków. Lek najprawdopodobniej nie działa na drożdżaki z rodzajów innych niż Candida oraz pleśnie z rodzajów innych niż Aspergillus.

## Farmakokinetyka
- nieliniowa farmakokinetyka
- lek podany dożylnie wiąże się w znacznej mierze z białkami osocza
- ulega samoistnemu rozpadowi do związku z otwartym pierścieniem, który ulega następnie hydrolizie i N-acetylacji; powstające związki pośrednie łączą się nieodwracalnie z białkami osocza
- nie hamuje aktywności izoenzymów CYP 1A2, 2A6, 2C9, 2C19, 2D6, 3A4 cytochromu P-450
- w 41% wydala się z moczem, a w 34% z kałem
- T1/2 – 12-15 dni
- u zwierząt kaspofungina przenika przez łożysko i do mleka matki, podobnie może być u człowieka

## Wskazania lecznicze
- inwazyjna kandydoza oraz aspergilloza u dorosłych
- u chorych z leukopenią i gorączką w przypadku podejrzenia infekcji Candida sp. lub Aspergillus sp.

## Przeciwwskazania
- nadwrażliwość na lek
- dziedziczne zaburzenia tolerancji fruktozy lub niedobór sacharazy-izomaltazy
- względne – ciąża; równoczesne stosowanie cyklosporyny; poniżej 18 roku życia (brak badań); ciężka niewydolność wątroby i nerek

## Działania niepożądane
Bardzo częste
- gorączka

Częste
- niedokrwistość, bóle głowy, tachykardia, zapalenie żył lub zakrzepowe zapalenie żył, uderzenia gorąca, duszności, ból brzucha, nudności, wymioty, biegunka, osutka, świąd, pocenie się, ból, dreszcze, powikłania dotyczące żył, do których podawano lek, zmiany w wynikach badań laboratoryjnych (zwiększenie aktywności enzymów wątrobowych, zwiększenie stężenia bilirubiny bezpośredniej i całkowitej, zwiększenie stężenia kreatyniny w surowicy, zmniejszenie stężenia hemoglobiny, zmniejszenie hematokrytu, zmniejszenie stężenia potasu w surowicy, niedobór magnezu we krwi, zmniejszenie stężenia albumin, zmniejszenie liczby leukocytów, zwiększenie liczby eozynofilów, zmniejszenie liczby płytek krwi, zmniejszenie liczby granulocytów obojętnochłonnych, zwiększenie liczby krwinek czerwonych wydalanych w moczu, wydłużenie czasu częściowej tromboplastyny po aktywacji, zmniejszenie stężenia całkowitego białka w surowicy, zwiększenie wydalania białka w moczu, wydłużenie czasu protrombinowego, zmniejszenie stężenia sodu w osoczu, zwiększenie liczby krwinek białych wydalanych w moczu, zmniejszenie stężenia wapnia w osoczu

Rzadkie
- hiperkalcemia, reakcja anafilaktyczna, osutka, obrzęk twarzy, świąd, uczucie gorąca, skurcz oskrzeli
- u osób z aspergilozą – obrzęk płuc, zespół zaburzeń oddychania typu dorosłych, nacieki w RTG

## Informacje toksykologiczne
- opisano przypadek niezamierzonego przedawkowania 140 mg – nie odnotowano działań niepożądanych
- lek nie jest eliminowany drogą hemodializy

## Dawkowanie
- dożylnie – wlew 1-godzinny
- dawka nasycająca 70 mg, następnie u osób o masie ciała do 80 kg 50 mg/d, u osób >80 kg mc. – 70 mg/d

## Preparaty
- Cancidas (Merck & Co.)